# Saturn Award für die beste Horrorserie
Folgende Serien haben den Saturn Award für die beste Horrorserie gewonnen:
| Jahr |                  | Serie            | Weitere Nominierungen |
| ---- | ---------------- | ---------------- | --- |
| 2016 |                  | The Walking Dead | American Horror Story: Hotel Ash vs Evil Dead Fear the Walking Dead Salem Teen Wolf The Strain                                        |
| 2017 |                  | The Walking Dead | American Horror Story: Roanoke Ash vs Evil Dead The Exorcist Fear the Walking Dead Teen Wolf Vampire Diaries                          |
| 2018 |                  | The Walking Dead | American Horror Story: Cult Ash vs Evil Dead Fear the Walking Dead Preacher The Strain Teen Wolf                                      |
| 2019 |                  | The Walking Dead | NOS4A2 American Horror Story: Apocalypse A Discovery of Witches Fear the Walking Dead Preacher Supernatural What We Do in the Shadows |
| 2021 |                  | The Walking Dead | Creepshow Evil Fear the Walking Dead Lovecraft Country Servant What We Do in the Shadows                                              |
| 2022 | Netzwerk / Kabel | The Walking Dead | American Horror Story: Double Feature Chucky Fear the Walking Dead From What We Do in the Shadows                                     |
|      | Streaming        | Stranger Things  | Creepshow Evil Servant Severance Squid Game                                                                                           |
| 2024 |                  | The Last of Us   | American Horror Story Chucky Fear the Walking Dead From Interview with the Vampire What We Do in the Shadows                          |
| 2025 |                  | From             | Interview with the Vampire Creepshow Evil Grotesquerie Teacup The Walking Dead: Daryl Dixon                                           |